# Askpraktbagge
Askpraktbagge (Agrilus convexicollis) är en art i insektsordningen skalbaggar som tillhör familjen praktbaggar. 

## Kännetecken
Askpraktbaggen är en olivgrön, ganska liten praktbagge med en kroppslängd på upp till 5 millimeter.  På huvudet och halsskölden är färgen dock oftast något mer bronsaktig än på resten av kroppen. Dess antenner är korta och kamliknande.

## Utbredning
Askpraktbaggen finns i mellersta och södra Europa, Ukraina och Lettland. I Sverige finns den i östra Småland, samt på Öland och Gotland.

### Status
I Sverige bedöms askpraktbaggen som missgynnad. Det största hotet mot arten är bristen på en jämn tillgång på döda askgrenar.

## Levnadssätt
Askpraktbaggen lever som larv under barken på döda grenar av olika träd ur familjen Oleaceae. I Sverige hittas den framför allt på ask. Utvecklingen från ägg till imago tar ungefär ett år. 